# Oh Young-su
Ne doit pas être confondu avec O Yeong-su.
Oh Yeong-su (hangeul : 오영수 ; hanja : 吳永壽 ; RR : O Yeong-su ; MR : O Yŏng-su) est un écrivain coréen, né le 11 février 1909 à Eonyang (Gyeongsang du Sud) et mort le 15 mai 1979 dans le district de Ulju (Gyeongsang du Sud).

## Biographie
Oh Yeong-su naît le 11 février 1909 dans un village d'Eonyang, dans la province de Gyeongsang du Sud. Il a reçu une éducation traditionnelle dans une école confucianiste. Il termine ses études au collège à Eonyang en 1928 et part pour quatre ans au Japon suivre des cours à l'école Niniwa jusqu'en 1935. Il intègre ensuite l'université Nihon pour étudier l'ingénierie mais attrape le béribéri et est contraint de rentrer en Corée. Il retourne au Japon en 1937 mais est une nouvelle fois contraint de quitter le pays pour éviter d'être enrôlé dans l'armée impériale. Il part une troisième fois au Japon pour obtenir finalement son diplôme à l'académie nationale des arts de Tokyo. À son retour en Corée, il se rend en Mandchourie pour fuir la colonisation japonaise. Il retourne en Corée en 1942 et se marie. Ses parents décèdent juste après, sa mère en 1943, et son père en 1944. En 1945, il se rend à la ville de Kijang (actuellement faisant partie de Busan) où il exerce en tant que professeur au lycée de filles Gyeongnam. En 1952, il obtient un emploi d'enseignant dans un collège à Busan. En 1954, il retourne à Séoul pour participer à la création de la revue mensuelle Littérature contemporaine (Hyundae Munhak). Il devient alors très vite éditeur de la revue, jusqu'en 1966, date à laquelle des ennuis de santé l'obligent à arrêter cette activité. Il devient alors de plus en plus malade, et croule sous les dettes ; il déménage alors à Uidong. Après diverses opérations chirurgicales qui lui ôtent les deux tiers de l'estomac, Oh Yeong-su est contraint de rester chez lui et prend la décision de retourner vivre dans la province de Gyeongsangnqm-do. Il décède dans sa maison à Ulsan en 1979.

## Œuvre
Les premières publications de Oh Yeong-su datent de son retour en Corée (1935-1937), époque où ses poèmes d'enfance sont publiés dans les journaux  Chosun Ilbo et DongA Ilbo. En 1949, il publie sa première œuvre de fiction Nami et le marchand de bonbons (Namiwa yeotjangsu) qui sera suivi par Raisins muscats (Meoru). En 1952, il publie Oncle (Ajjiya) et La mère Hwasan (Hwasandaegi) dans des magazines littéraires. De 1954 à 1966, en tant qu'éditeur de la revue Littérature Contemporaine (Hyundae Munhak), il publie plus de trente récits, dont L'éveil du printemps (Taechun-gi), Les oiseaux migrateurs (Hujo), ou La fille au pair venue d'une île (Seomeseo on singmo). En 1955, il reçoit le prix de l'Association Coréenne de Littérature et le prix de la Littérature Libre d'Asie en 1959. En 1968, il publie un recueil de ses récits en cinq volumes contenant 90 histoires. Trois ans avant sa mort, il publie un sixième volume intitulé Crépuscule. En 1978, il publie sa dernière anthologie de récits et reçoit le prix de l'académie des arts ainsi que l'ordre du mérite du Ministère de la Culture de Corée du Sud.

## Œuvres partiels
Ces ouvrages sont inédits en France.
- 태춘기
- 후조
- 명암
- 개개비